# Luxemburg-Rundfahrt 2010
Die 70. Luxemburg-Rundfahrt war ein Rad-Etappenrennen, das vom 2. bis 6. Juni 2010 stattfand.
Es wurde in einem Prolog und vier Etappen über eine Distanz von 711,5 Kilometern ausgetragen. Das Rennen zählte zur UCI Europe Tour 2010 und war dort in die höchste Kategorie 2.HC eingestuft.

## Etappen
| Etappe    | Tag     | Start – Ziel                | km    | Etappensieger     | Gesamtwertung    |
| --------- | ------- | --------------------------- | ----- | ----------------- | ---------------- |
| Prolog    | 2. Juni | Luxemburg (EZF)             | 02,6  | Jimmy Engoulvent  | Jimmy Engoulvent |
| 1. Etappe | 3. Juni | Luxemburg – Hesperingen     | 179,7 | Giovanni Visconti | Cyril Lemoine    |
| 2. Etappe | 4. Juni | Schifflingen – Differdingen | 202,7 | Fränk Schleck     | Matteo Carrara   |
| 3. Etappe | 5. Juni | Eschweiler – Diekirch       | 191,5 | Tony Gallopin     | Matteo Carrara   |
| 4. Etappe | 6. Juni | Mersch – Luxemburg          | 135   | Gorka Izagirre    | Matteo Carrara   |